# Fort Apache, Bronx
Fort Apache, Bronx (ang. Fort Apache the Bronx) – amerykański dramat sensacyjny z 1981 roku w reżyserii Daniela Petriego z udziałem Paula Newmana w roli sprawiedliwego policjanta, który walczy z korupcją.

## Fabuła
Murphy (Paul Newman) to doświadczony glina. Od dawna pracuje w policji i wraz z młodszym policjantem Corelli (Ken Wahl) patroluje Bronx, jedną z najbardziej niebezpiecznych nowojorskich dzielnic w mieście. Pewnego razu był on świadkiem zbrodni popełnionej przez kolegę po fachu Morgana (Danny Aiello). Murphy przeciwstawia się nieuczciwym praktykom, lecz zmuszony jest łamać przy tym wszystkie środowiskowe reguły. Jednak nie ma wyboru i samotnie dochodzić musi sprawiedliwości. Jedynym jego oparciem jest Isabella, pielęgniarka z Portoryko.

## Obsada
- Paul Newman – Murphy
- Ken Wahl – Corelli
- Danny Aiello – Morgan
- Edward Asner – Connolly
- Rachel Ticotin – Isabella
- Pam Grier – prostytutka Charlotte
- Kathleen Beller – Theresa, dziewczyna Correllego
- Miguel Piñero – Hernando
- Dominic Chianese – Ojciec Correllego